# Mormopterus kalinowskii
Mormopterus kalinowskii је сисар из реда слепих мишева. 

## Угроженост
Ова врста није угрожена, и наведена је као последња брига јер има широко распрострањење.

## Распрострањење
Врста има станиште у Перуу и Чилеу.

## Популациони тренд
Популациони тренд је за ову врсту непознат.

## Станиште
Врста Mormopterus kalinowskii има станиште на копну.